# Asperdaphne suluensis
Asperdaphne suluensis é uma espécie de gastrópode do gênero Asperdaphne, pertencente a família Raphitomidae.